# Барселона (Венецуела)
Вижте пояснителната страница за други значения на Барселона.
Барсело̀на (на испански: Barcelona) е град и столица на щата Ансоатеги във Венецуела. Барселона е с население от 382 881 жители, по данни от 2011 г. и площ от 76,50 км². Основан е през 1671 г. Кметът на Барселона с мандат от 2004 до 2008 година се казва Хосе Перес Фернандес.